# Литогенеза
Литогенезата (от гръцки: литос – камък и генезис – раждане) е съвкупността от естествени процеси на образуване и последващи промени на седиментните скали. Основните фактори, влияещи на литогенезата, са тектоничните движения на земната кора, климатът, релефът, дейността на животните и растенията.
Литогенезата, като процес на формиране на утаечни скали, се свързва с образуването на много и различни полезни изкопаеми, включително въглища, нефт, природен газ, железни и манганови руди, боксити, фосфорити и много други.

## История
Понятието литогенеза е въведено за първи път през 1893 г. от немския геолог и палеонтолог Йоханес Валтер, който ползва данни на американския геолог Гроув Карл Гилбърт и на немеца Рихтхофен. Той определя 5 основни фази на образуване на утаечни скали – изветряне на скали, денудация (включително пренасяне на изходния материал на утайките), отлагане, диагенеза и метаморфизъм.
През 1934 г. руският литолог и палеонтолог Михаил Швецов предлага в диагенезата да се разграничат два етапа – първична диагенеза на утайките и късна диагенеза на скалите. Шест години по-късно Леонид Пустовалов предлага нови фази на литоложките процеси при утаечните скали – унищожаване на изходните скали, прехвърляне на продуктите от това разрушаване, натрупване на утайка, сингенеза (ранна диагенеза) и епигенеза (късна диагенеза).
През 1957 г. е предложен друг термин за последния стадий – метагенеза. Различните автори обаче, приемат съдържанието му по съвсем различен начин. Според Николай Васоевич метагенезата и метаморфизмът са едно и също нещо. Според Ана Косовска, Логвиненко и Шутов това е ранен метаморфизъм, предхождащ регионалния. Академик Николай Страхов се присъединява към най-новите изследователи по отношение на долната граница на метагенезата, но включва към нея и катагенезата.
Теорията на литогенезата се разработва от учени и геолози от цял свят. Публикации по темата правят Франсис Петиджон, Уилям Крумбайн, Л. Слос, Р. Потър – в САЩ; Мюлер, Енгелхарт, X. Фюхтбауер – в Германия; М. Такър – в Англия и други.

## Етапи
В цикъла на литогенезата днес се разграничават следните етапи:
- Хипергенеза (изветряне) – През този етап скалите се разрушават, раздробяват, изменят и образуват утаечен материал – скални късове и разтвори на различни вещества.[5] В процеса на физическо и химическо разрушаване на съществуващите на земната повърхност скали, се образуват изходните вещества на утайките.[1] Когато хипергенезата протича при сухоземни заледявания, образуването на утаечен материал се дължи на ниските температури, действащи върху свободните от лед и сняг скали. Друг фактор е активността на движещия се лед, който фрагментира повърхността на стърчащите участъци от скалите. По-сложните методи за протичане на химично и биологично активиране на веществата се потискат от ниската температура на околната среда.[4]
- Седиментогенеза – Обхваща процеса на транспорт и утаяване – навлизане на материала в крайните водоеми на оттока и окончателното му утаяване.[1] Протича в два етапа – мотогенеза и седиментация. Транспортирането става по гравитачен път, от течащите води, вятър, ледници и доста по-рядко от дейността на организми. Преносът се осъществява по механичен път или под формата на обикновени и колоидни разтвори. Утаяването се извършва по механичен, химичен, физикохимичен и химично-биогенен път.[2]
  - Механичен – Утаената материя се разделя по размер, форма и тегло.
  - Химичен – Утаяване и отделяне на материята в истински разтвори (молекулно или йонно дисперсни системи).
  - Физикохимичен – Образува се колоиден материал.
  - Химично-биогенен (хемобиогенен) – Утаяване и диференциране на материята поради активността на организми.
- Диагенеза (преобразуване) – Протича физико-химично балансиране на наситената с вода утайка, което завършва с превръщането ѝ в утаечни скали.[1] Извършва се уплътняване и обезводняване, осъществяват се минерални и структурни изменения на утайката. Започва нейната постепенна литификация (вкаменяване).[5] Процесът на диагенезата се тълкува по различен начин от западната и руската теория. Според западните учени, през този цикъл, целият набор от утайки се променя от първоначалната си форма до крайния скален метаморфизъм. Според руските литолози диагенезата обхваща само периода на първите моменти на преобразуване на утайката – превръщането ѝ в седиментни скали, отделяйки по-късните трансформации на самата скала в още два етапа – катагенеза и метагенеза.[6]
- Катагенеза – Извършват се по-нататъшни промени в скалите, предизвикани от значително увеличаване на дълбочината им на отлагане, протичащо под влияние на нарастналите температура и налягане. Получават се допълнително уплътняване и циментация. В някои случаи роля играе и ефектът на водните разтвори и газове. Понякога този етап се нарича неточно епигенеза.[1][5]
- Метагенеза – Протича последващото преобразуване на състава на скалите, особено глините, с по-нататъшното им потъване. Най-често се проявява в геосинклиналите.[1]
- Епигенеза – Прието е процесите, протичащи през последните три етапа (диагенеза, катагенеза и метагенеза) да са включени в общото понятие епигенеза.[4]

Някои изследователи включват към литогенезата само три от етапите – хипергенеза, седиментогенеза и диагенезата. Те разглеждат метагенезата като независим етап между катагенезата и метаморфизма. Други приемат също само три вида, но те са седиментогенеза, диагенеза и катагенеза, като хипергенезата се разглежда като стадий от развитието на седиментогенезата.

## Видове
Всеки тип литогенеза има характерна комбинация от утаечни скали, изразяващи специфичния ход на механичната и химична диференциация, биогенните процеси и вулканизма. През годините са правени много класификации на литогенезата от различни автори. Николай Страхов предлага литогенезата да се разделя най-общо на 4 вида, в зависимост от климата. Първите три от тях зависят от климата и затова се разпространяват по земната повърхност зонално. Важно значение има вертикалната циркулация на въздушните маси. Вулканогенно-седиментната литогенеза не зависи от климата и се проявява главно в геосинклинални региони, т.е. в области, които са най-активни тектонично.

### Ледена (глациална) литогенеза
Протича в участъци от континентите, покрити с лед. Става под формата на механично скалообразуване без изразена диференциация на веществата. Прехвърлянето на материята се осъществява от айсберги, ледници и лед. Под глациална литогенеза се разбира както
утаяването, извършено върху обледен континентален блок, така и в моретата и океаните, разположени на високи географски ширини. Глобалният тип летогенеза на леда в океаните е свързан главно с басейните на Арктика и Антарктика и районите на съвременно морско заледяване.
По характера на улавянето на материала се разграничават няколко вида:
- Контактна форма – възниква при контакт на долната повърхност на леда с дънните утайки. Обикновено се натрупват чакълести и пясъчни частици.
- Безконтактна форма – възниква чрез улавяне на материала по време на есенното замръзване на леда. Концентрацията на частиците достига до 100 mg/l. Разпределението според размера им е – до 50% тиня, 10 – 50% пелит, до 10% пясъчни частици.
- Улавяне на материал от дънния лед.

Ледената литогенеза протича в две подзони:
- Подзона на литогенезата на континенталния лед – утаечният процес започва и завършва върху континенталния блок с доминираща роля на леда на всички етапи на утаечния процес.
- Подзона на литогенезата на океанския и морския лед – процесът на седиментация започва на сушата и завършва в океана. Океанското утаяване в Арктика възниква главно под въздействието на морския лед, докато това на Антарктида възниква под въздействието на ледници и айсберги.

### Хумидна (влажна) литогенеза
Характерна е за образуването на скали в условия на влажен климат. Протича в умерените, тропически и субтропични климатични зони. В наше време това е най-разпространеният тип литогенеза. Най-отчетливо се наблюдава при утайките и скалите, образувани в условия на бавен тектоничен режим и високи температура и влажност, т.е. в равнините в тропическите зони и в по-малка степен в активните места на геосинклиналните зони.
В зависимост от климата, в континентални условия тя се дели на хумидна литогенеза в умерен климат, в топъл и в тропически. Сред главните закономерности, характеризиращи хумидния тип литогенеза на континентите, могат да се отбележат следните етапи:
- Утаечният материал се образува в изветрителни кори на големи площи поради протичащите физични, физикохимични, химични и биологични процеси, които водят до неговото разлагане, хидратация и окисляване.
- Главен транспортен агент е хидросферата. Реките пренасят материалите под формата на суспендирана материя, истински и колоидни разтвори и в сорбирано състояние.
- Става натрупване на различни видове утаечни отлагания – кластични, глинести, железни, манганови, алуминиеви, карбонатни, силициеви, фосфатни и каустобиолити. Каустобиолитите са горими полезни изкопаеми, биолити с органичен произход, съдържащи голямо количество въглерод.
- Образуват се различни видове полезни изкопаеми, много от които са моноклиматични – находища на злато, платина, титан, диаманти, глиноземни, алуминиеви, манганови руди, нефтени шисти и въглища. Пространственото разпределение на рудните залежи е неравномерно – образуват се зони на сгъстяване, или разреждане. Натрупванията обикновено са във вид на лентовидни пояси или зони.

При океаните хумидната литогенеза се дели на екваториална и умерена:
- Екваториалната влажна зона се характеризира с притока на големи маси от кластичен материал от сушата, довлечени от реките. От голямо значение е биогенното утаяване във връзка с високата продуктивност на биогенен материал – карбонати в коколитофоридите и фораминиферите и силиций в радиолариите и диатомеите. Степента на утаяване е различна.
- Умерената влажна зона се характеризира с биогенно утаяване на силиций. Наблюдават се някои различия в Южното и в Северното полукълбо:
  - В Южното близостта на ледената зона влияе на примесите в дънните седименти от груб кластичен материал. Значителна роля в доставката му играе абразията на бреговете на островите и континентите. Именно в тази зона е разположен южният силициев пояс – главният район от съвременно натрупване на силиций на Земята. В утайките преобладават кремъчните водорасли.
  - В Северното полукълбо в състава на кластичния материал преобладават частици с алевритови размери, а глината съдържа по-големи количества хидрослюди и хлорит. Зоните на натрупване на силиций са по-ограничени, не образуват непрекъснати ивици и се срещат на различни дълбочини.

### Аридна (безводна, суха) литогенеза
Характерна е за образуването на скали в условията на сух климат – пустинен, полупустинен и в сухите степи. Поради високите температури и ниската влажност интензивността на химичните процеси и миграцията на вещества под формата водни разтвори намалява. В резултат на това Fe, Al и SiO2 губят подвижността си, а карбонатите, сулфатите, след това и хлоридите се освобождават. Това води до липса, или минимализиране на количествата от находища на алуминиеви, железни и манганови руди, както и на въглища. Една от най-характерните особености на аридния тип е широкият спектър на химическо утаяване в сравнение с хумидния.
С големите си площи пустините са основните източници на кластичен еолов (ветрови) материал, пренесен на хиляди километри. Например по време на самума се прехвърлят огромни количества от пясък и утайки. Дълго време самият факт за съществуването на сух тип литогенеза в океана е обект на дискусия. Понастоящем аридни утаявания са установени в Тихия, Атлантическия и Индийския океан, като условията за развитието им са най-добри в южната част на Тихия океан. В тези зони на океаните доминира химикобигенното и биогенното утаяване. Скоростта на утаяване е над 1 мм/1000 години.
В южната океанска аридна зона силните изпарения от повърхността предизвикват устойчив вертикален градиент на солеността, поради което участието на силициеви организми е силно ограничено. Основната роля преминава от диатомеите към динофлагелатите. За лагуните и заливите в тази зона е много характерно химическото и химико-биологичното утаяване на арагонит и карбонати, а за крайбрежните зони – на оолити.

### Вулканогенно-седиментна литогенеза
Характеризира се с образуване на скали в райони със сухоземен и подводен вулканизъм и в прилежащите към тях територии. Основните характеристики на всички утайки при изригванията са свързани с бързото мобилизиране на вулканичен материал и почти моменталното му отлагане. Това води до липсата на всякакви следи от изветряне, сортиране и смесване на материала. Във вулканичния процес се различават ефузивни и експлозивни методи за получаване на утаечен материал, както и хидротермален метод, влиянието на който при този тип литогенеза е минимално.
- Ефузивен метод – Материалите, образувани по време на фрагментиране на краищата на движещите се потоци лава при подводен или подледников отток, както и по-нататъшното им потапяне в карбонатен, глинен, силициев или друг материален състав се наричат лавокластити. Формираните при това конгломерати и брекчи често лежат по предната част и по фланговете на лавовия поток, образувайки зони с ширина стотици метри и мощност от десетки метри. Фрагментите на лавокластитите се характеризират с хомогенен състав (базалт, андезит и други), широк диапазон от размери на частиците (0,1 – 1 м), липса на сортиране и слоистост, всякакви следи от изветряне. Друг генетичен тип, възникнал по време на подводно разпръскване на лавата, е хиалокластитът, при който също отсъства сортиране и наслояване.[4]
- Експлозивният метод е от първостепенно значение за вулканичната активност. Експлозията е придружена от отделянето на голямо количество пирокластити и газове. При тази дейност най-често срещаният вид утайка са тефрата и вулканичните туфи. Това са натрупвания извън шлаковите конуси, обикновено с ветрилообразна форма, съдържащи различни по размер остроъгълни фрагменти.[4]

### Океанска литогенеза
В теорията на литогенезата океанският тип е добавен по-късно. В денудационно-акумулативната утаечна система, каквато представлява океанският блок, най-специфичната характеристика е разнообразието на източниците на утайки. Те могат да бъдат
обединени в три групи – екзогенни, интрагенни и космогенни:
- Екзогенни (външни) източници – Най-големият доставчик на утаечни материали в океаните е континенталният блок. Според руския специалист по морска седиментология академик Андрей Лисицин, всяка година световните океани получават от континентите 27 милиарда тона утайки. От тях 84% са теригенни (кластични) и глинести, 9%, - вулканични, 7%, - биогенни и 0,02% космогенни.
- Интрогенни (вътрешни) източници – включват екзогенни и ендогенни източници, по отношение на океаните.
  - Океанската кора действа като екзогенен източник спрямо самия океан. Тя се състои от три слоя – най-горният е утаечен, вторият – базалтов и третият – съставен от скали от ултраосновни и основни композиции. Под тях се намира мантията, отделена от кората от границата на Мохоровичич. Всички слоеве от океанската кора доставят утаечна материя и ролята на всеки от тях в този процес е изключително разнообразна. Към тях се включва и водната маса на океана като слой, който, подобно на другите три, е източник на утаечна материя с предимно биогенен и химически характер. Подводното изветряне се развива върху трите твърди слоя на океанската кора. То се проявява навсякъде под формата на механично, физическо и биологично изветряне с преобладаването на една или друга форма.[4]
  - Ендогенните източници на утайки в океаните са вулканични и хидротермални. Вулканизмът може да бъде рифтов в зоната на Средноокеанския хребет, подводен и по океанските острови, по островните дъги и активни периферии на континентите, по морските окрайнини.[4]

Специална роля като източник на утаечен материал в океаните играят хидротермалните разтвори с различен произход. Те доставят материал чрез подводно извличане на химични елементи във вид на разтвори от магмените камери и от самата магма по време на хидротермална циркулация на дълбочина 1 – 2 км. След това ги извеждат на повърхността на океанското дъно.
- Космогенни източници – Космогенният източник на утаечен материал е основно атмосферата. Това е средата, чрез която утаечният материал прониква във всички части на Земята. Съставът и съдържанието на този материал се определят от различни фактори – посока и скорост на вятъра, влажност, количество валежи и други. В състава на аерозолите се отбелязва влиянието на различни елементи – почвени, вулканични, морски соли, космически и антропогенни. Първите постоянно присъстват в атмосферата и съдържанието им достига до 300 µg/m3, вторите и третите са спорадични, ролята на четвъртите е незначителна, а петите постоянно се увеличават. Един от важните компоненти на атмосферата са водните пари и капчиците влага, съдържащи разтворени соли и газове. В газовата фаза основната роля принадлежи на кислорода и въглеродния диоксид. Малка роля като източник на утаечен материал играят материалите от космически характер, например метеорити, тектити и други. Според различни източници общият принос на космическия материал се оценява от 5000 до 10 милиона тона годишно.[4]

## Регресивна литогенеза
Промяната на нивото на земната кора, когато при тектонични движения част от нея се издига или спада, заедно с ерозията на повърхностния слой, може да прекъсне развитието на литогенезата в някой от нейните етапи. Този процес предизвиква нова позиция на вече формираните седиментни скали. Литогенезата е прекъсната, следва ново изветряне и започва нов цикъл, наречен регресивна литогенеза и нова хипергенеза. Тя протича първо под земята в анаеробни условия, а след това на повърхността. Там скалите претърпяват денудация, затваряйки първия цикъл на литогенезата и започвайки следващ.
В пелагичната зона на океаните такова прекъсване се получава поради действието на силни дънни течения, дънни бури, които се появяват по време на преминаването на тропически урагани и т.н. Наличието на ерозия на дънните утайки и тяхното повторно отлагане води до смесването на микрофаунови компоненти с различна възраст.